# Бред Шумейкер
Бред Шумейкер (англ. Brad Schumacher, 6 березня 1974) — американський плавець.
Олімпійський чемпіон 1996 року, учасник 2000 року.
Переможець Пантихоокеанського чемпіонату з плавання 1997 року.
Переможець літньої Універсіади 1995 року.